# بنجیر
بنجیر روستایی از توابع شهرستان خرامه در استان فارس و در فاصله ۹۵ کیلومتری شیراز و دارای ۱۰۳۰ نفر جمعیت می‌باشد شغل اصلی مردم این روستا برنجکاری می‌باشد. این روستا دارای قدمت بسیار زیادی می‌باشد و مشاهیر این روستا به آل بنجیر معروف می‌باشند.
علامه فقید میرزا محمد خان قزوینی در حواشی کتاب شدالازار دربارهٔ کلمه بنجیر و سابقه تاریخی آن تحقیقی دقیق و مفصل دارند ونیز در فارسنامه ناصریج ۲ ص۲۵۷) در عنوان بلوک کربال را در مشرق شیراز به مساحت ده فرسخ یکی از قرای آن بلوک را بنجیر می‌شمرد و شکی نیست که ظاهراً بنجیر در نام این روستا مانند بسیاری از روستاهای دیگر فارس اخذ شده از نام اشخاصی است که مالک یا بانی آن روستا یا یکی از مشاهیر اهالی آنجا بوده‌اند که بعدها خود روستا به اسم او معروف شده‌است می‌باشد.
واژه بنجیر، که این خاندان منسوب به آن است، نام ابوحفص بنجیرین عبدالله بن یقظان خوزی است. این واژه در منابع قدیمی به صورتهای گوناگون و نادرستی چون: بنجره، بانجیر، پنجره، بی‌خبر به کار رفته است. به عقیده علّامه قزوینی، این واژه از اعلام دیلمیان همانند وشمگیر، گورگیر و شیرگیر است ـ مرکب از دو جزءبن‌و گیر ـ که ه مرور معرّب شده و به صورت بنجیر درآمده است. سعید نفیسی در مطلبی در راستای همین موضوع می‌گوید: «چون نخست در روستای بنجیر در ۳ فرسنگی مشرق گاوکان در ناحیه کربال فارس می‌زیسته‌اند، بدین نام معروف شده‌اند»، از طرفی یا بعبارتی دیگر گفته شده‌است که «بنجیر در نام این قریه مانند بسیاری از قراء و قصیات دیگر، مأخوذ از نام اشخاصی است که مالک یا بانی آن قریه بوده یا یکی از مشاهیر آنجا بوده‌اند.
آل بنجیر، خاندانی از سادات حسینی شیراز که بیشتر افراد آن عارف، دانشمد، شاعر، قاضی و پیر طریقت بوده‌اند. منابع پژوهش دربارهٔ این خاندان اندک است. مهمترین این منابع تذکره عرفات‌العاشقین و عرصات‌العارفین از تقی‌الدین محمد حسینی اوحدی بلیانی اصفهانی است که میان سالهای ۱۰۲۲–۱۰۲۴ق/۱۶۱۳–۱۶۱۵م تدوین شده‌است (دربارع نسخه‌های خطی این کتاب نکـ نقوی، ۱۵۱، ۱۶۲). مؤلف عرفات با استفاده از کتاب مقالةالابرار یا رسالةالابرار نگارش رکن‌الدین یحیی‌بن‌محمد حسینی شیرازی یکی از افراد همین خاندان، اطلاعات گرانبهایی دربارهٔ برخی از افراد آل بنجیر به دست داده‌است. منبع معتبر دیگر کتاب شَدّالازار از معین‌الدین ابوالقاسم جُنید شیرازی است که در ۷۹۱ق/۱۳۸۹م نوشته شده‌است.
واژه بنجیر، که این خاندان منسوب به آن است، نام ابوحفص بنجیرین عبدالله‌بن‌یقظان خوزی است. این واژه در منابع قدیمی به صورتهای گوناگون و نادرستی چون: بنجره، بانجیر، بنکیر، پنجره، بی‌خبر به کار رفته‌است. به عقیده علّامه قزوینی، این واژه از اعلام دیلمیان همانند وشمگیر، گورگیر و شیرگیر است ـ مرکب از دو جزءبن‌و گیر ـ که ه مرور معرّب شده و به صورت بنجیر درآمده است . بنابراین، سخن سعید نفیسی که می‌گوید: «چون نخست در روستای بنجیر در ۳ فرسنگی مشرق گاوکان در ناحیه کربال فارس می‌زیسته‌اند، بدین نام معروف شده‌اند» ، درست به نظر نمی‌رسد، بلکه «بنجیر در نام این قریه مانند بسیاری از قراء و قصیات دیگر، مأخوذ از نام اشخاصی است که مالک یا بانی آن قریه بوده یا یکی از مشاهیر آنجا بوده‌اند. بعدها خود قریه نیز به اسم او معروف شده‌است» (جنید، شدّالازار، حواشی قزوینی ۵۳۶). از آنجا که روستای بنجیر در ناحیه کربال فارس واقع بوده، در پاره‌ای از مآخذ، افراد این خاندان به سادات بنجیری کربالی شهرت یافته‌اند . افراد سرشناس و برجسته این خاندان بدین شرحند:

۱. عبدالله‌بن‌یقظان ایذجی خوزی. نخستین فرد شناخته شده این دودمان است که از مشایخ زمان خود بوده و به گفته مؤلف رسالةالابرار «نسبت مشیخت از شیخ‌عالم جنید بغدادی» داشته‌است (گلچین، ۱۹۷). شهرت «ایذجی خوزی» که در پی نام این شخص آمده‌است، نشان می‌دهد که اصل این خاندان از ناحیه ایذج یا ایذه واقع در سرزمین بختیاری، میان خوزستان و فارس، است و ظاهراً از سده ۵ق/۱۱م به بعد است که این دودمان در کربال فارس و سپس در شیراز متوطّن شده‌است. عبدالله‌بن‌یقظان طبع شعر داشت. در عرفات دو بیت عربی و دو بیت فارسی از او نقل شده‌است. همچنین کتابی در تصوف به نام اَمَد اقصی‌الحَمد به وی نسبت داده‌اند که «مقبول اهل معقول و منقول شده» و شیخ‌جنید، تحسینی «عقب آن کتاب به خط ید خود نوشته» است . این جنید کیست؟ ظاهراً نباید ابوالقاسم‌بن‌محمد بغدادی (د ۲۹۷ق/۹۱۰م)، صوفی معروف باشد، زیرا هر چند سالِ وفات عبدالله معلوم نیست، اما باتوجه به سال درگذشت فرزندش ابوحفص بنجیر (۷۴۲ق/۱۰۷۹م) مشکل می‌توان پذیرفت که با جنید بغدادی معاصر بوده و به چنان شهرتی رسیده باشد که جنید بر کتاب او تقریط بنویسد.
۲. ابوحفص بنجیر عبدالله‌بن‌یقظان (۳۷۸–۴۷۲ق/۹۶۶–۱۰۷۹م). در ابتدای حال تجارت می‌کرد و مردی امین و متدین بود . پس از مرگ پدر، به سفارش او، نزد ابوعبدالله‌بن‌عبدالرحمان مقاریضی (د ۴۱۱ق/۱۰۲۰م) رفت و از دست وی خرقه پوشید. بعد از درگذشت مقاریضی در سلک اصحاب ابوحیان علی‌بن‌محمد توحیدی بغدادی (د ۴۱۴ق/۱۰۲۳م) درآمد و همراه استاد به زیارت کعبه رفت، سپس دختر او را به زنی گرفت و سرانجام از سوی پیر اجازه ارشاد و سفر یافت. ضمن این سفرها در نیشابور به دیدار ابوسعید ابوالخیر (۳۵۷–۴۴۰ق/۹۶۸–۱۰۴۸م) نایل آمد و در بازگشت به شیراز، گروه بسیاری را هدایت کرد. از ارادتمندان و مصاحبان او قاضی ابوطاهر محمدبن‌عبدالله حسینی فزاری (د ۴۹۱ق/۱۰۹۸م) و ابوعبدالله احمدبن‌علی‌مُقری حریصی (د ۴۶۷ق/۱۰۷۵م) و محمدبن‌عبدالله باکوی مشهور به باباکوهی (د ۴۲۰ یا ۴۳۰ق/۱۰۲۹ یا ۱۰۳۹م) را نام برده‌اند.
نوشته‌اند ابوحفص بنجیر در دوران اعتکاف خود در مدینه و کربلا، بیش از ۲۰۰ بنده و اسیر آزاد ساخت که برخی از آنان در زمره فاضلان و قاضیان درآمدند. ابوحفص طبع شعر داشت و مؤلف عرفات چند رباعی و غزلی با تخلص «بنجیر» به وی نسبت داده‌است، کتاب کنوزالقلوب و رموزالغیوب در علوم غریبه از آثار اوست. همچنین بنای مدرسه یا نجیر خوزی و رباط خوزی را در شیراز از او دانسته‌اند (جنید، شدّالازار، حواشی قزوینی، ۲۹۶، ۵۳۵؛ همو، تذکره، ۳۴۱).
۳. ابوعبدالله بنجیر ثانی (د ۴۸۰ق/۱۰۸۷م). فرزند ابوحفص، صوفی و شاعر؛ در ۳۰ سالگی در حوالی یزد درگذشت.
۴. عبدالغالب‌بن‌ابی عبدالله بنجیر ثانی. شاعر، صوفی و از مشایخ طریقت. به گفته مؤلف عرفات، معاصر و مصاحب ابن‌عربی بوده و «شیخ محبی‌الدین عربی طایی حاتمی در شأن وی مدح گفته» است و او نیز اشعاری در مدح ابن‌عربی دارد؛ اما از آنجا که این شخص فرزند بنجیر ثانی است، باتوجه به سال درگذشت پدر (۴۸۰ق/۱۰۸۷م)، معاصر بودن او با ابن‌عربی (۵۶۰–۶۳۸ق/۱۱۶۵–۱۲۴۰م) قابل تأمل است. هدایت ذیل «غالب خوزستانی» از عبدالغالب نام می‌برد و چند رباعی نقل می‌کند، ازآثار اوست: الطرازالمُذَهَّب‌فی‌احرازالمذهب، در منقبت ائمه اثناعشر.
۵. ابوالمحامد جلال‌الدین محمد (د ۶۰۲ق/۱۲۰۶م). فرزندزاده بنجیر ثانی، از مشایخ طریقت. افزون بر عرفان و حکمت، خطی به‌غایت خوش داشت و در هندسه و ریاضیّات متبحّر بود. تقسیم آب قناتهای حومه شیراز را که به قانون «تخته واره» موسوم بوده‌است، از ابتکارهای او دانسته‌اند. چندین کتاب در علوم گوناگون به وی نسبت داده‌اند: منهاج‌العابدین‌فی‌بیان‌الدین، در اصول و فروع دین؛ الافراح‌فی‌باب‌الالواح، ظاهراً در باب قانون تخته واره؛ مرصادالمنجّمین؛ حدیقةالمهندسین؛ اسرارالمتألّهین؛ الرسالةالعجیبةفی‌العلوم‌الغریبة، ابوالحامد در ۶۰۲ق/۱۲۰۶م یعنی یک سال پس از مرگ فرزندش که در کربلا اتفاق افتاده بود، معتکف بارگاه حسینی شد و همان‌جا درگذشت 
۶.  عبدالله‌بن‌ابی تراب بهرام‌بن‌زکی‌بن‌عبدالله‌بن‌یقظان بنجیری (د ۶۷۹ق/۱۲۸۰م). پیر طریقت، شاعر و معاصر اتابک سعد (۵۹۱–۶۲۳ق/۱۱۹۵–۱۲۲۶م). از دانشمندان نامی زمان خود به‌شمار می‌رفت و قاضی ناصرالدین بیضاوی (د ۶۷۵ق/۱۲۷۶م) و قطب‌الدین محمود شیرازی (د ۷۱۰ق/۱۳۱۰م) و شیخ‌ عبدالرحمان بُزغشی (د ۷۱۶ق/۱۳۱۶م) از شاگردان او بودند. قطب‌الدین شیرازی کلیات قانون ابن‌سینا را نزد وی خواند. وی در دیباچه کتاب شرح کلیات قانون بدین مطلب اشاره کرده و استاد خود را ستوده‌است . همچنین گفته‌اند که اصول تصانیف قاضی بیضاوی در اصل از عبدالله زکی بوده که قاضی در آن تصرفاتی کرده‌است . به عبدالله زکی کراماتی نسبت داده‌اند؛ به سبب یکی از همین کرامات است که گاه او را به لقب «ذوالموتین» خوانده‌اند. سال درگذشت او را ۶۸۰ق/۱۲۸۱م (جنید، تذکره، ۲۹۸) و ۶۷۷ق/۱۲۷۸م (زرکوب، ۱۸۳) نوشته‌اند که به نظر درست نمی‌آید، زیرا معاصران وی ماده تاریخ «هدیً للمتّقین» (= ۶۷۹ق/۱۲۸۰م) را تاریخ وفات او ذکر کرده‌اند (گلچین، ۲۱۰). آرامگاه این دانشمند در صفّه جنوبی مدرسه بنجیر خوزی قرار داشته‌است 
۷. نصیرالدین ابوالمعالی بنجیری. از مصاحبان شیخ‌نجیب‌الدین علی‌بزغشی شیرازی (د ۶۷۸ق/۱۲۷۹م) بوده و برخی از سخنان شیخ را به نظم آورده‌است.
۸. روح‌الدین ابوطاهربن‌ابی‌المعالی بنجیری (د ۷۵۳ق/۱۳۵۲م). فرزند نصیرالدین ابوالمعالی، مردی عارف، انسان دوست و حاکم شرع بود. در دوستی پیامبر اسلام و خاندانش مبالغه داشت چنان‌که نام تمام فرزندان خود را محمد نهاد. کتاب الغایةالقصوی اثر قاضی بیضاوی را به نیکویی شرح کرد. در ۷۵۳ق/۱۳۵۲م (جنید، شدالازار، ۳۹۲) یا به احتمال ضعیف ت در ۷۵۰ق/۱۳۴۹م درگذشت.
۹. ابوالمکارم امام‌الدین حسن‌بن‌عضدالدین ابوالمحاسن‌بن‌ابی‌المعالی بنجیری (د ۷۷۰ق/۱۳۶۹م). شاعر و پیر طریقت، عمری دراز یافت و در مصلای شیراز مدفون گردید.
۱۰. اصیل‌الدین محمدبن‌طاهربن‌ابی‌المعالی. دانشمند و پیر طریقت، ۳۰ سال در زمان سلطان ابواسحاق (د ۷۵۸ق/۱۳۵۷م)، محمد مظفر (د ۷۵۹ق/۱۳۵۸م) و شاه شجاع (د ۷۸۶ق/۱۳۸۴م) قاضی‌القضاة شیراز بود. به علت دادگری و نیکویی و صداقت، به ابوالبرکات ملقب گردید.
۱۱. ابومحمد شمس‌الدین عبدالله بنجیری (د ۷۸۲ق/۱۳۸۰م). از نوادگان روح‌الدین ابوطاهر، پیر طریقت، دانشمند، شاعر، محدّث و مفسّر بود. بسیاری از بزرگان زمان مانند قوام‌الدین ابواسحاق، سیدعلاءالدین احمد حسینی، مبارزالدین محمد مظفر، جلال‌الدین تورانشاه‌بن‌ابی‌القاسم، خواجه شمس‌الدین محمد حافظ و شیخ‌علی کلاه را (که با حافظ مباحثاتی داشته)، در شمار شاگردان و ارادتمندان او یاد کرده‌اند. شیخ‌علی کلاه اشعاری در مدح استاد سروده‌است. ابومحمد عمری دراز یافت و گفته‌اند که صحبت شرف‌الدین عبدالله زکی را درک کرد.
۱۲. قوام‌الدین ابواسحاق‌بن‌ابی طاهربن‌ابی‌المعالی بنجیری (د ۷۹۱ق/۱۳۸۹م). پسر عمّ شمس‌الدین عبدالله، دانشمند علوم دینی، شاعر، پیرطریقت و سخنور. مؤلف مقالةالابرار اشاره می‌کند که خواجه حافظ شیرازی شاگرد قوام‌الدین ابواسحاق بوده و کشف‌الکشّاف را نزد وی خوانده و در شعر از او تأثیر پذیرفته‌است. سپس ۳ غزل و ۴ رباعی از وی نقل می‌کند که حافظ از آن‌ها استقبال کرده‌است (گلچین، ۲۱۹). از سوی دیگر، از مقدمه دیوان حافظ چنین برمی‌آید که او کشاف و مفتاح را نزد قوام‌الملّة والدین عبدالله خوانده‌است. از این‌رو گلچین احتمال می‌دهد که این قوام‌الدین عبدالله، همان قوام‌الدین ابواسحاق بنجیری باشد (ص ۲۲۱).
۱۳ و ۱۴. ابوسلیمان محمدالمورّخ‌الحسینی‌الشیرازی. مؤلف اخبارالاخیار در احوال بزرگان این خاندان، و فرزندش رکن‌الدین یحیی (آغاز سده ۹ق/۱۵م) که بعدها آن کتاب را تلخیص و تهذیب کرد و مقالةالابرار نامید.
۱۵. محمدبن‌تقی‌بن‌عضدالعلوی بنجیری شیرازی. فرزند امام‌الدیم محمدبن‌عبدالله، آخرین فرد شناخته شده این خاندان است. وی به دستور شاه‌طهماسب صفوی کتابی به نام چهارده معصوم در تاریخ زندگانی پیامبر  و ائمه  نوشت .
از افراد دیگر منسوب به این خاندان، نجم‌الدین محمودبن‌رکن‌الدین است که «درجه نسبت و وجه ارتباطش با این خاندان» معلوم نیست (گلچین، ۲۲۲). نجم‌الدین مردی شاعر، صوفی و بخشنده بود. بسیاری از اموال و املاک موروثی خود را صرف بینوایان و یتیمان و تهیدستان کرد. پدر او رکن‌الدین محمدبن‌عبدالله‌بن‌حسن مشهور به صاحب‌اللوح نیز مردی سخاوتمند بود. بسیاری از قناتهای اطراف شیراز را احیا کرد و سرانجام در جنگ میان شاه‌شجاع و شاه‌منصور در پای قلعه اصطخر کشته شد.
برگرفته از مقاله آل بنجیر نوشته احمد گلچین معانی